# Espace négatif

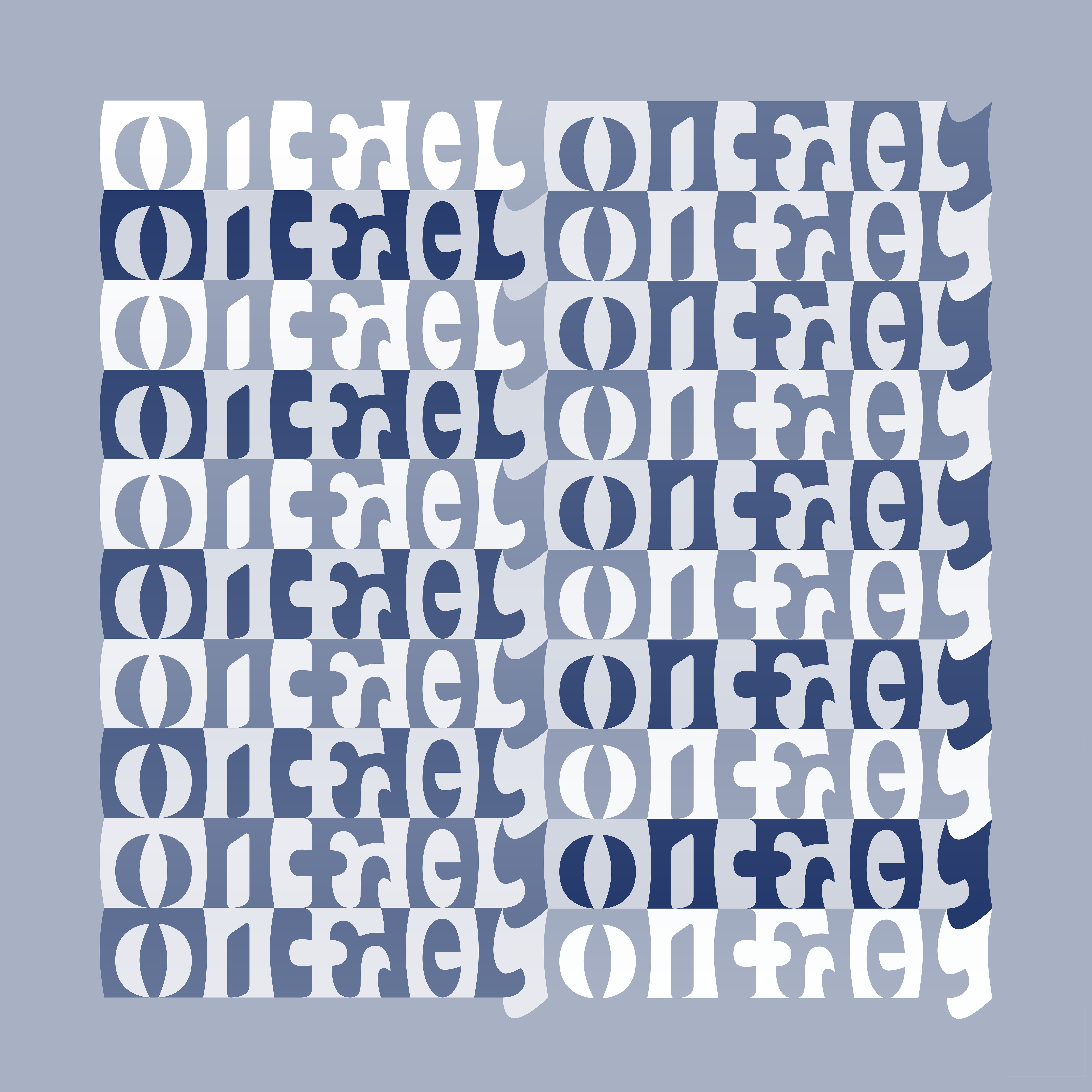
Michel Onfray, tessellation ambigramme de perception figure-fond. Le patronyme "Onfray" s'inscrit dans l'espace négatif formé par les lettres du prénom "Michel".

L'espace négatif, dans l'art, est la surface autour et entre le ou les sujets d'une image. L'espace négatif peut être évident lorsque cette surface autour d'un sujet forme une forme intéressante ou artistiquement pertinente. Cet espace est parfois utilisé à des fins artistiques en tant que sujet "réel" d'une image.

## Caractéristiques
L'utilisation de l'espace négatif est un élément clé de la composition artistique. Le mot japonais "ma" est parfois utilisé pour ce concept, par exemple dans la conception de jardins,,.

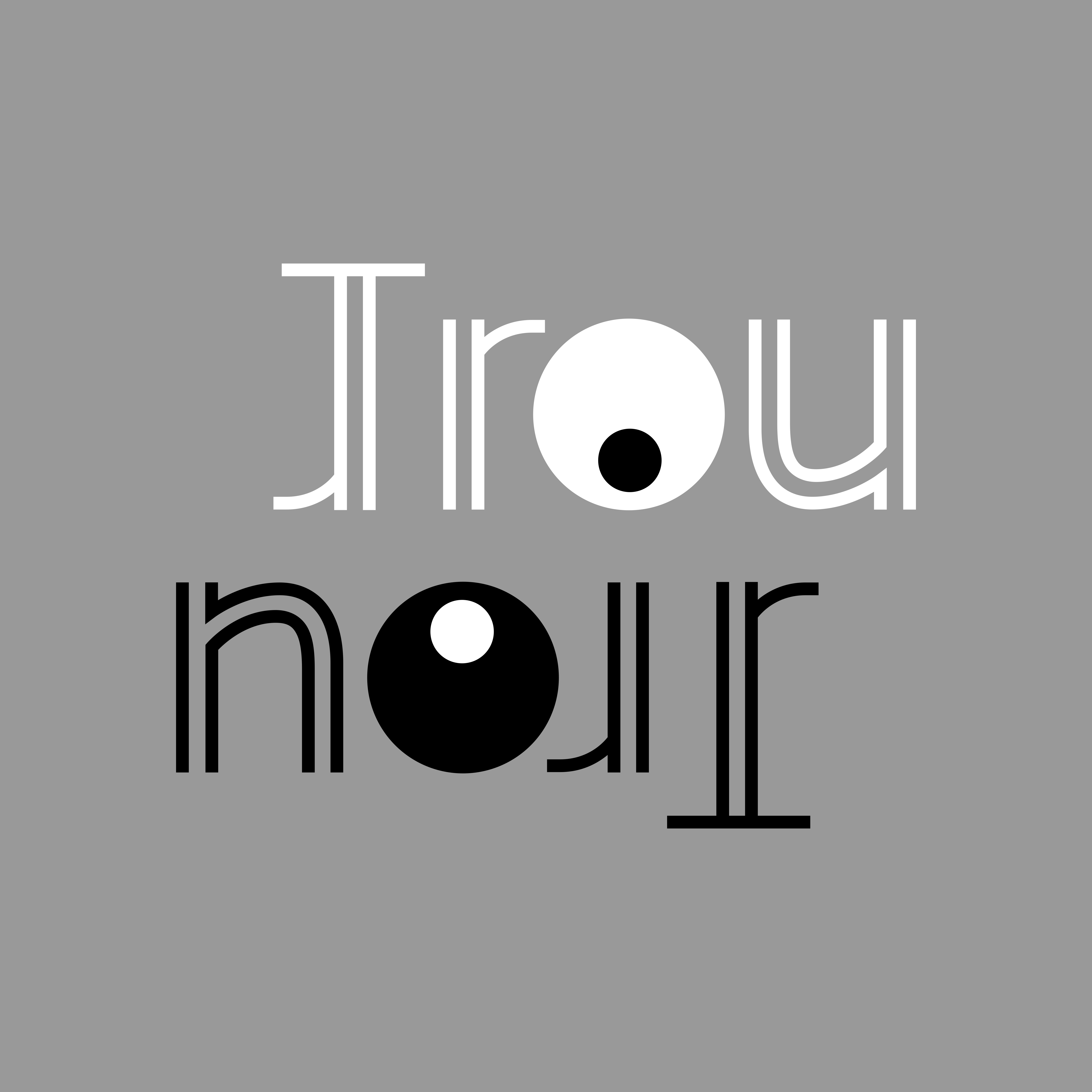
Le point du i est intégré en espace négatif à l'intérieur du O pour former un trou.

Dans une image bicolore en noir et blanc, un sujet est normalement représenté en noir et l'espace autour de lui est laissé vide (blanc), formant ainsi une silhouette du sujet. Inverser les tons de sorte que l'espace autour du sujet soit imprimé en noir et que le sujet lui-même soit laissé vide, fait apparaître l'espace négatif car il forme des objets autour du sujet. C'est ce qu'on appelle l'inversion figure-fond.
En graphisme, pour certaines créations imprimées ou affichées, dans lesquelles une communication efficace est visée, l'utilisation de l'espace négatif peut être cruciale. Non seulement dans la typographie, mais aussi dans son placement par rapport à l'ensemble. C'est la raison pour laquelle la typographie alternée majuscule et minuscule est toujours plus lisible que toutes les lettres majuscules. L'espace négatif varie autour des lettres minuscules, permettant à l'œil de distinguer rapidement chaque mot comme un élément distinctif, plutôt que d'avoir à analyser ce que sont les mots dans une chaîne de lettres qui présentent toutes le même profil global.
Les éléments d'une image qui détournent l'attention du sujet visé, ou dans le cas de la photographie, des objets dans le même plan focal, ne sont pas considérés comme un espace négatif.
L'espace négatif peut être utilisé pour représenter un sujet dans un support choisi en montrant tout ce qui l'entoure, sauf le sujet lui-même. L'utilisation de l'espace négatif produira une silhouette du sujet. Le plus souvent, l'espace négatif est utilisé comme arrière-plan neutre ou contrasté pour attirer l'attention sur le sujet principal, qui est alors appelé l'espace positif.

## Utilisation

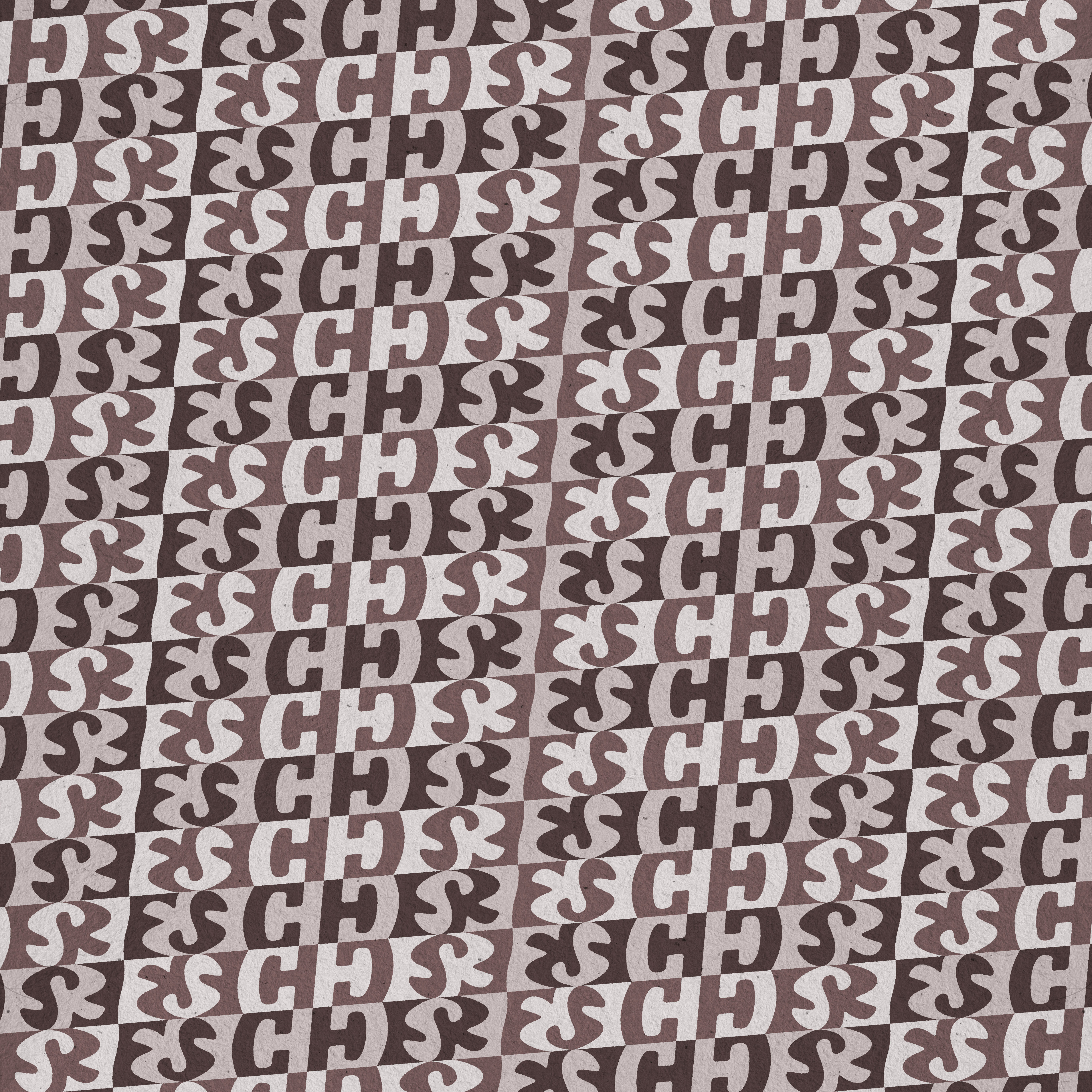
ambigramme tessellation Escher où l'espace négatif est utilisé à l'envers pour révéler le mot après symétrie de 180°.

Le logo EDC, initiales du DJ français Étienne de Crécy forme une prise électrique dans l'espace négatif dessiné par les lettres.

Considérer et améliorer l'équilibre entre l'espace négatif et l'espace positif dans une composition met en relief le design. Ce principe de conception de base, mais souvent négligé, donne à l'œil un "lieu de repos", augmentant l'attrait d'une composition par des moyens subtils.
L'utilisation de l'espace négatif dans l'art visuel peut être analogue au silence en musique, mais seulement lorsqu'il est juxtaposé à des idées musicales adjacentes. En tant que tel, il existe une différence entre les silences inertes et actifs en musique, où ces derniers sont plus étroitement analogues à l'espace négatif dans l'art.
L'espace négatif dans l'art, également appelé "espace aérien", est l'espace autour et entre les objets. Au lieu de se concentrer sur le dessin de l'objet réel, pour un dessin en espace négatif, l'accent est mis sur ce qui se trouve entre les objets. Par exemple, pour représenter une plante, on dessinera l'espace entre les feuilles, et non pas les feuilles elles-mêmes. Cette technique oblige à oublier la signification conceptuelle d'un objet et à observer à travers des formes, plutôt que de dessiner ce à quoi l'objet ressemble.
L'espace négatif est utilisé avec les ambigrammes figure-fond et les pavages figuratifs tels que ceux de Maurits Cornelis Escher pour afficher des mots ou des dessins dans différentes directions avec une symétrie,.